# Jose Luiz Ferreira Rodrigues
Jose Luiz Ferreira Rodrigues (Porto Alegre, 6 juli 1946) is een Braziliaans voormalig voetballer.

## Carrière
Zeca begon zijn carrière in 1968 bij Grêmio en speelde tussen 1969 en 1977 voor SE Palmeiras. Met deze club werd hij in 1972 en 1973 kampioen van de Campeonato Brasileiro Série A.